# Годболд, Кэти
Кэ́трин Мали́я «Кэ́ти» Го́дболд (англ. Catherine Malia «Cathy» Godbold; 23 сентября 1974, Австралия — 4 мая 2018, Мельбурн, Виктория, Австралия) — австралийская актриса

 и певица.

## Биография и карьера
Кэтрин Малия Годболд родилась 23 сентября 1974 года в Австралии в семье теле- и радиоведущей Розмари Марган (1937—2017) и её первого мужа. Родители Годболд развелись, когда она была ребёнком, а в 1989 году её мать повторно вышла замуж за Росса Митчелла. У Годболд было два брата и две сестры: Мэттью, Тимоти, Аннабель и Мелисса, семеро племянников и племянниц, сама она никогда не была замужем и не имела детей.
Она была наиболее известна по роли Деборы Хейл Регнери в «Конном клубе» и Мег Боуман в «Домой и в путь». Сыграла свою мать в байопике Грэма Кеннеди «Король», фильм вышел вскоре после серьёзного диагноза Годболд и стал её последней работой в кино.
В мае 2007 года, вскоре после того, как телесериал «Конный клуб» с её участием был продлён на 3-й сезон, Кэти был поставлен диагноз рак мозга. Ей удалили опухоль, и она была подвергнута химиотерапии и лучевой терапии в больнице Мельбурна. Из-за болезни она не смогла продолжить актёрскую карьеру. В декабре 2017 года 80-летняя мать Годболд скончалась после 17-ти лет борьбы с раком. Через месяц после смерти матери, в январе 2018 года, самой Годболд вновь был диагностирован рак мозга, на этот раз в терминальной стадии. В апреле 2018 года у Кэти случился ряд серьёзных приступов, которые окончательно повредили её мозг. Несколько недель спустя, 4 мая 2018 года, 43-летняя Кэти скончалась от рака мозга, более чем через десять лет после того, как ей впервые была диагностирована болезнь. Её смерть наступила через полгода после того, как её мать также умерла от рака.

## Фильмография
| Год       |    | Русское название                        | Оригинальное название            | Роль                          |
| --------- | -- | --------------------------------------- | -------------------------------- | ----------------------------- |
| 1990      | тф | Больше победителей: Призрак Его Учителя | More Winners: His Master's Ghost | Сара О'Грейди                 |
| 1991      | с  | Шансы                                   | Chances                          | Никки Тейлор                  |
| 1992      | с  | Домой и в путь                          | Home and Away                    | Мег Боуман                    |
| 1992      | ф  | Алекс                                   | Alex                             | Мэгги                         |
| 1993—1994 | с  | Молодожёны                              | Newlyweds                        | Джулс Картер                  |
| 1994      | с  | Привет, пап..!                          | Hey Dad..!                       | Кэсси                         |
| 1994—2000 | с  |                                         | Blue Heelers                     | Гейл Хаттон / Натали Андерсон |
| 1997      | с  | Соседи                                  | Neighbours                       | Сондра Пайк                   |
| 2001      | тф | Блондинка                               | Blonde                           | Ассистентка № 2               |
| 2001—2003 | с  | Конный клуб                             | The Saddle Club                  | Дебора Хейл Регнети           |
| 2007      | тф | Король                                  | The King                         | Розмари Марган                |